# Rape Crisis Scotland
Rape Crisis Scotland — благотворительная организация, которая предоставляет национальную телефонную линию помощи в кризисных ситуациях, связанных с изнасилованием и поддержку по электронной почте для всех, кто пострадал от сексуального насилия, независимо от того, когда и как это произошло. В Шотландии есть 17 отделений организации.

## Услуги
Связь с центрами обычно осуществляется различными способами, в основном по телефону и с помощью текстовых сообщений. Кризисное движение по вопросам изнасилования возникло в 1970-х годах, и в Англии и Уэльсе есть также кризисные центры по вопросам изнасилования. Наличие кризисных центров по вопросам изнасилования даёт женщинам возможность поговорить о своём опыте сексуального насилия.
Rape Crisis Scotland предлагает учебный курс по обеспечению равной безопасности в высшем образовании (англ. Equally Safe in Higher Education (ESHE)) для сотрудников колледжей и университетов по всей Шотландии в партнёрстве с их местными кризисными центрами изнасилования и другими организациями, занимающимися вопросами гендерного насилия.

## История
Первые два кризисных центра по вопросам изнасилования в Шотландии открылись в Глазго в 1976 году и в Эдинбурге в 1978 году. Центр в Глазго претендует на звание самого старого действующего центра в Великобритании. Первоначально они полагались на волонтёров, добровольные пожертвования и небольшие гранты, но теперь привлекают также финансирование от правительства Шотландии.
В 2018-2019 годах 5750 человек получили поддержку и/или информацию из 17 кризисных центров по борьбе с изнасилованиями в Шотландии — рост более чем на 13% по сравнению с предыдущим годом. 92% обратившихся — женщины, пережившие сексуальное насилие. После появления движения Me Too стало известно об увеличении числа женщин, сообщающих о сексуальном насилии.
Rape Crisis Scotland получила дополнительный прирост финансирования и в 2021 году разделила 4,5 млн фунтов стерлингов финансирования правительства Шотландии с организацией «Помощь шотландским женщинам».

## Региональный контекст
Региональный контекст важен для работы центров. Считается, что шотландский судебный вердикт о «недоказанности» и различных требованиях к подтверждению непропорционально сильно повлияет на дела об изнасилованиях и сексуальных домогательствах, что приведёт к заметно меньшему количеству судебных преследований и обвинительных приговоров. Кампания Rape Crisis Scotland направлена на отмену вердикта «Не доказано» и требования подтверждения. Rape Crisis Scotland участвует в проекте «Шотландский феминистский суд», который изучает, насколько изменились бы судебные решения, если бы судья придерживался феминистской точки зрения. Их Национальный проект по защите интересов поддерживает людей, которые рассматривают возможность сообщения о сексуальном насилии в полицию.
.
У организации есть стратегические партнёрские отношения с полицией Шотландии, Королевским офисом и фискальной службой прокуратуры, JustRight Scotland и Strathclyde Law Clinic, что позволяет потерпевшим поделиться своим опытом в процессе уголовного правосудия и информировать об изменениях. Они продолжают кампанию по повышению осведомлённости о необходимости услуг по поддержке жертв изнасилования и лоббируют правительство Шотландии, чтобы шире взглянуть на то, как правовая система обслуживает жертв сексуального насилия

## Критика
Кризисный центр изнасилования Глазго и Клайда потерял финансирование в 2018 году и был вынужден закрыть личные услуги после того, как благотворительное финансирование было прекращено из-за отсутствия условий для мужчин, пострадавших от сексуального насилия.
Центр по борьбе с изнасилованиями и сексуальным насилием в Центральной Шотландии в Стерлинге был ликвидирован в 2015 году после того, как суд по трудовым спорам вынес решение об обращении с его персоналом.
Генеральный директор Rape Crisis Scotland предположил, что исход судебного процесса над бывшим первым министром Алексом Салмондом в 2020 году может удержать жертв изнасилования от выступления.
Эдинбургский кризисный центр изнасилования вызвал споры в 2021 году, когда трансгендерная женщина, которая ранее работала в Rape Crisis Scotland, Forth Valley Rape Crisis Center и Shakti Women’s Aid, была назначена на должность генерального директора, которая была заявлена как зарезервированная для женщины.